# Gare de Marioupol-Sotuvalny
La gare de Marioupol-Sotuvalny, (ukrainien : Маріуполь-Сортувальний) est une gare ferroviaire ukrainienne située à Marioupol, dans l'oblast de Donetsk.

## Histoire
Elle a porté le nom de gare Jdanov-Tri.

### Desserte
Elle dessert l'Usine métallurgique Illitch du quartier Kalmius.

### Intermodalité
Elle est connectée à la ligne Aslanovo vers Lyman pour le fret.